# تفاعل فورتز
تفاعل فورتز المسمى على شرف العالم شارلز أدولف فورتز هو تفاعل ازدواج في الكيمياء العضوية والكيمياء العضوية الفلزية حيث يتفاعل جزيئان من هاليد الألكيل مع الصوديوم.
وهذا التفاعل يستخدم لتحضير الألكانات (البارافينات)التي تحتوى على عدد زوجي من ذرات الكربون مثل الإيثان والبوتان.

## آلية التفاعل
يتضمن هذا التفاعل وجود الجذور الحرة (R.).
يحدث بالبداية انتقال للإلكترون من الصوديوم إلى الهالوجين ليتشكل هاليد الصوديوم بالإضافة إلى تشكل جذر حر:
R-X + Na → R• + Na+X−
بعد ذلك يستقبل الجذر الحر إلكترونا من ذرة صوديوم أخرى، فيتشكل أنيون (أيون سالب) من الألكيل، ويصبح حينها الصوديوم على شكل كاتيون (أيون موجب).
R• + Na → R−Na+
حينها يحل أنيون الألكيل مكان الهاليد بتفاعل يتبع الآلية SN2، مشكلا بذلك رابطة كربون-كربون جديدة.
R−Na+ + R-X → R-R + Na+X−
فعلى سبيل المثال يتفاعل كل من يوديد الميثان وكلوريد الإيثان مع فلز الصوديوم في وسط من الإيثر المجفف، فيعطي الأول الإيثان، في حين يعطي الأخير البوتان.
يجب أن يكون وسط التفاعل جافاً (خالياً من الماء)، كما في الإيثر في المثال أعلاه، لأن أنيونات الألكيل تتمتع بصفة قلوية عالية، بحيث أنها تنزع البروتون من الماء وتشكل أيونات الهيدروكسيد، مما يقلل بالتالي من مردود الناتج المطلوب.